# Synnema avanum
Synnema avanum là một loài thực vật có hoa trong họ Ô rô. Loài này được (Wall. ex Benth.) Benth. miêu tả khoa học đầu tiên năm 1846.